# Lukáš Pleticha
Lukáš Pleticha (* 18. října 1974 Jablonec nad Nisou) je český politik a advokát, v letech 2013 až 2017 poslanec Poslanecké sněmovny PČR, bývalý zastupitel Libereckého kraje, v letech 2006 až 2018 zastupitel města Jablonce nad Nisou (v letech 2006 až 2010 místostarosta města, v letech 2014 až 2018 náměstek primátora) a člen ČSSD.

## Život
Po absolvování střední školy v Jablonci nad Nisou vystudoval Vysokou školu ekonomickou v Praze (získal titul Ing.) a Právnickou fakultu Univerzity Karlovy v Praze (získal titul JUDr.).
Po studiích několik let pracoval v Praze, pak se ale do Jablonce nad Nisou vrátil a začal provozovat advokátní činnost. Angažuje se rovněž ve Spolku přátel města Jablonce nad Nisou.
Od roku 2009 až 2022 ženat s MVDr. Leou Pletichovou-Wildnerovou, veterinářkou působící v Tanvaldu.

## Politické působení
Do politiky se pokusil vstoupit, když v komunálních volbách v roce 2002 kandidoval jako nestraník za KDU-ČSL do Zastupitelstva města Jablonce nad Nisou, ale neuspěl. Podařilo se mu to až v komunálních volbách v roce 2006, kdy kandidoval jako nestraník za SOS. Mandát zastupitele obhájil v komunálních volbách v roce 2010, tentokrát už jako člen ČSSD. Navíc byl v letech 2006 až 2010 také místostarostou města pro oblast městských financí a majetku.
Do vyšší politiky vstoupil, když byl v krajských volbách v roce 2008 zvolen jako člen SOS do Zastupitelstva Libereckého kraje. V říjnu 2009 vstoupil do ČSSD. Mandát se pokoušel v krajských volbách v roce 2012 obhájit právě jako člen ČSSD, ale neuspěl.
Ve volbách do Poslanecké sněmovny PČR v roce 2013 kandidoval za ČSSD ze třetího místa kandidátky v Libereckém kraji a byl zvolen. Dostal 2 821 preferenčních hlasů a posunul se tak na druhé místo před Martinu Rosenbergovou, která se nakonec do Sněmovny nedostala.
V komunálních volbách v roce 2014 obhájil za ČSSD post zastupitele Jablonce nad Nisou (původně byl na kandidátce na 5. místě, vlivem preferenčních hlasů se posunul na druhé místo, strana přitom ve městě získala 4 mandáty). V listopadu 2014 se pak stal náměstkem primátora pro rozvoj.
Ve volbách do Poslanecké sněmovny PČR v roce 2017 obhajoval svůj poslanecký mandát za ČSSD v Libereckém kraji, ale neuspěl.
V komunálních volbách v roce 2018 kandidoval za ČSSD znovu do jabloneckého zastupitelstva, sociální demokraté se ale do zastupitelstva vůbec nedostali.